# Mercury Rev
Mercury Rev är ett amerikanskt rockband bildat i slutet av 1980-talet i Buffalo, New York. De ursprungliga medlemmarna var David Baker (sång), Jonathan Donahue (sång, gitarr), Sean "Grasshopper" Mackowiak (gitarr, klarinett), Suzanne Thorpe (flöjt), Dave Fridmann (basgitarr) och Jimy Chambers (trummor).
På sina tidiga inspelningar bjöd Mercury Rev på experimentell, psykedelisk rock som gradvis skiftade till ett mer melodiskt och utsmyckat ljud. Mercury Rev jämförs ofta med The Flaming Lips, och har faktiskt nära kopplingar: kort efter att bandet bildades blev Donahue även medlem av The Flaming Lips som andre gitarrist, och spelade på två av deras album. Dessutom har flera Flaming Lips-album producerats av Mercury Revs Dave Fridmann.
Trots gott mottagande bland kritiker gav de tidiga albumen inte gruppen något mer än ett kultfölje. De spelade på den mindre andra scenen under några av 1993 års Lollapalooza-anhalter. Baker lämnade bandet efter det andra albumet, enligt egen utsago på grund av musikaliska och personliga dispyter; han spelade senare in ett album som Shady.
Bakers avhopp markerade en förändring i bandets musikaliska riktning. De mörkare, mer experimentella och mindre lättillgängliga aspekterna av musiken började försvinna. See You on the Other Side var det första albumet efter Baker och visade på ett band i förändring. I och med hyllade Deserter's Songs (där Garth Hudson och Levon Helm från The Band gästade) från 1998 fann de sig plötsligt som oväntade popstjärnor. Donahues uppriktiga, gälla stämma och koncentrationen på relativt koncisa, melodiska sånger gav bandets material en helt ny känsla och mycket större popularitet. Deserter's Songs gav tre topp 40-singlar i Storbritannien och utsågs till årets album av musiktidningen NME. All is Dream från 2001 gav en brittisk topp 20-singel.
Mercury Revs emotsedda The Secret Migration släpptes i januari 2005 till mestadels positiva recensioner.

## Diskografi
Album
- Yerself is Steam (1991)
- Boces (1993)
- See You on the Other Side (1995)
- Deserter's Songs (1998)
- All is Dream (2001)
- The Secret Migration (2005)
- Snowflake Midnight (2008)
- The Light in You (2015)
- Bobbie Gentry's The Delta Sweete Revisited (2019)
- Born Horses (2024)